# Catocala helene
Catocala helene là một loài bướm đêm trong họ Erebidae.